# رسنک
رسنک (به مجاری:  Resznek) یک شهرداری در مجارستان است که در ناحیه لنتی واقع شده‌است. رسنک ۱۸٫۴۲ کیلومتر مربع مساحت و ۳۴۰ نفر جمعیت دارد.